# Signo de Rosenstein
 El signo de Rosenstein, también conocido como signo de Sitkovskiy, es un signo de apendicitis aguda.
Se observa cuando la sensibilidad en el cuadrante inferior derecho aumenta cuando el paciente se mueve de la posición supina a una postura recostada en el lado izquierdo.

## Etimología
El signo lleva el nombre del casi olvidado médico y director judío alemán del Hospital Judío de Berlín, Paul Rosenstein (1875–1964). El síntoma de Sitkovskiy es el síntoma equivalente. 